# Unicode-runor
Unicode-runor (engelska: Unicode block: Runic) är en samling teckenkoder inom Unicode för runskrift.
Tecknen täcker större delen av de standardiserade runformerna med modifikation; kompatibel med den äldre runraden, anglofrisiska runraden, yngre runraden och den medeltida runraden. Ett senare tillägg lägger även till några kryptogramrunor från Franks Casket och några ”tolkienistiska” pseudorunor uppfunna av J.R.R. Tolkien som tillägg för att skriva modern engelska med anglofrisiska runor, ej hörande hans skriftsystem Cirth.
Samlingen utarbetades bland annat av Nordiska ministerrådet till ett förslag 1997 och introducerades 1999 med Unicode 3.0 som det första större historiska skriftsystem som blev föremål för digital teckenstandardisering. Åtta ytterligare tecken introducerades 2014 med Unicode 7.0.

## Historia

### Projekt ISORUNES
Projektet ISORUNES var ett utarbetat förslag till den internationella standarden ISO/IEC 10646 och därigenom Unicode för teckenkodning av runor under slutet av 1990-talet. Projektet, stött av Nordiska ministerrådet, utarbetades av en internationell grupp runforskare för att göra det möjligt att använda runor tillsammans med vanliga tecken i till exempel ordbehandlingsprogram.
Förslaget täckte runskriften genom hela dess historia och hela dess utbrednings- och användningsområde. Tillägget inlämnades 1997 och inkluderade 81 nya tecken till ISO, varav: 75 runbokstäver, 3 skiljetecken och 3 runstavstecken för gyllental.

### Unicode 3.0 (1999)
Unicode-runor (U+16A0 till U+16F0) introducerades 1999 med Unicode 3.0 och blev således det första större historiska skriftsystem som blivit föremål för digital teckenstandardisering. Tillägget byggde på rekommendationerna ur projektet ISORUNES från 1997.
Tillägget täcker runorna för den äldre runraden, anglofrisiska runraden, yngre runraden och den medeltida runraden, inkluderande långkvistrunor och kortkvistrunor samt skiljetecken och gyllentalsrunor.

### Unicode 7.0 (2014)
Åtta ytterligare tecken (U+16F1 till U+16F8) introducerades 2014 med Unicode 7.0: 3 ”tolkienistiska” pseudorunor (16F1–16F3) uppfunna av J.R.R. Tolkien som tillägg för att skriva modern engelska med anglofrisiska runor, såsom på kartorna i hans roman Bilbo – En hobbits äventyr, ej hörande hans runliknande skriftsystem Cirth, och 5 kryptogramrunor (16F4–16F8) eller vokaltecken från det runristade relikskrinet Franks Casket.

## Unicode-tecken
Tecknen spänner över området 16A0–16FF (hexadecimalt). I nyare operativsystem, såsom Windows 7 och senare, stöds runor vanligen direkt. Om inte de nedanstående tecknen syns behövs ett Unicode-typsnitt som stödjer runor, exempelvis Junicode, Free Mono, Caslon Roman, Code2000 eller Segoe UI Symbol med mera.
Futhark-kolumnens färgnyckel nedan (noterar bruk):      Äldre runraden,      Anglofrisiska runraden,      Yngre runraden,      Medeltida runraden,      Medeltida runlatin,      Sentida runskrift (1600–1800-tal),      Tolkienistiska runor,      Franks Casket kryptogram.
| Runa | Namn                                  | Nummer | HTML             | Grupp | Undergrupp            | Färgnyckel | Not                                |
| ---- | ------------------------------------- | ------ | ---------------- | ----- | --------------------- | ---------- | ---------------------------------- |
| ᚠ    | Runic Letter Fehu Feoh Fe F           | U+16A0 | &#5792; &#x16A0; | Runic | Letters               |            | fä / fyr                           |
| ᚡ    | Runic Letter V                        | U+16A1 | &#5793; &#x16A1; | Runic | Letters               |            | stungen fä / fyr                   |
| ᚢ    | Runic Letter Uruz Ur U                | U+16A2 | &#5794; &#x16A2; | Runic | Letters               |            | ur(väder) / yr(väder) / viger      |
| ᚣ    | Runic Letter Yr                       | U+16A3 | &#5795; &#x16A3; | Runic | Letters               |            | yr                                 |
| ᚤ    | Runic Letter Y                        | U+16A4 | &#5796; &#x16A4; | Runic | Letters               |            | stungen ur                         |
| ᚥ    | Runic Letter W                        | U+16A5 | &#5797; &#x16A5; | Runic | Letters               |            | tveur / uv                         |
| ᚦ    | Runic Letter Thurisaz Thurs Thorn     | U+16A6 | &#5798; &#x16A6; | Runic | Letters               |            | turs / törn                        |
| ᚧ    | Runic Letter Eth                      | U+16A7 | &#5799; &#x16A7; | Runic | Letters               |            | stungen turs / törn                |
| ᚨ    | Runic Letter Ansuz A                  | U+16A8 | &#5800; &#x16A8; | Runic | Letters               |            | as                                 |
| ᚩ    | Runic Letter Os O                     | U+16A9 | &#5801; &#x16A9; | Runic | Letters               |            | ås                                 |
| ᚪ    | Runic Letter Ac A                     | U+16AA | &#5802; &#x16AA; | Runic | Letters               |            | ek                                 |
| ᚫ    | Runic Letter Aesc                     | U+16AB | &#5803; &#x16AB; | Runic | Letters               |            | ask                                |
| ᚬ    | Runic Letter Long-Branch-Oss O        | U+16AC | &#5804; &#x16AC; | Runic | Letters               |            | långkvist ås / öde                 |
| ᚭ    | Runic Letter Short-Twig-Oss O         | U+16AD | &#5805; &#x16AD; | Runic | Letters               |            | kortkvist ås / od                  |
| ᚮ    | Runic Letter O                        | U+16AE | &#5806; &#x16AE; | Runic | Letters               |            | kortkvist åsvänd / år              |
| ᚯ    | Runic Letter Oe                       | U+16AF | &#5807; &#x16AF; | Runic | Letters               |            | longkvist åsvänd / år              |
| ᚰ    | Runic Letter On                       | U+16B0 | &#5808; &#x16B0; | Runic | Letters               |            |                                    |
| ᚱ    | Runic Letter Raido Rad Reid R         | U+16B1 | &#5809; &#x16B1; | Runic | Letters               |            | råder / rider                      |
| ᚲ    | Runic Letter Kauna                    | U+16B2 | &#5810; &#x16B2; | Runic | Letters               |            | äldre kön                          |
| ᚳ    | Runic Letter Cen                      | U+16B3 | &#5811; &#x16B3; | Runic | Letters               |            |                                    |
| ᚴ    | Runic Letter Kaun K                   | U+16B4 | &#5812; &#x16B4; | Runic | Letters               |            | kaguen / kaun (kön)                |
| ᚵ    | Runic Letter G                        | U+16B5 | &#5813; &#x16B5; | Runic | Letters               |            | stungen kaguen / kaun (kön)        |
| ᚶ    | Runic Letter Eng                      | U+16B6 | &#5814; &#x16B6; | Runic | Letters               |            |                                    |
| ᚷ    | Runic Letter Gebo Gyfu G              | U+16B7 | &#5815; &#x16B7; | Runic | Letters               |            |                                    |
| ᚸ    | Runic Letter Gar                      | U+16B8 | &#5816; &#x16B8; | Runic | Letters               |            |                                    |
| ᚹ    | Runic Letter Wunjo Wynn W             | U+16B9 | &#5817; &#x16B9; | Runic | Letters               |            |                                    |
| ᚺ    | Runic Letter Haglaz H                 | U+16BA | &#5818; &#x16BA; | Runic | Letters               |            |                                    |
| ᚻ    | Runic Letter Haegl H                  | U+16BB | &#5819; &#x16BB; | Runic | Letters               |            |                                    |
| ᚼ    | Runic Letter Long-Branch-Hagall H     | U+16BC | &#5820; &#x16BC; | Runic | Letters               |            | långkvist hagel / hagall           |
| ᚽ    | Runic Letter Short-Twig-Hagall H      | U+16BD | &#5821; &#x16BD; | Runic | Letters               |            | kortkvist hagel / hagall           |
| ᚾ    | Runic Letter Naudiz Nyd Naud N        | U+16BE | &#5822; &#x16BE; | Runic | Letters               |            | långkvist nöder / naud             |
| ᚿ    | Runic Letter Short-Twig-Naud N        | U+16BF | &#5823; &#x16BF; | Runic | Letters               |            | kortkvist nöder / naud             |
| ᛀ    | Runic Letter Dotted-N                 | U+16C0 | &#5824; &#x16C0; | Runic | Letters               |            | stungen nöder / naud               |
| ᛁ    | Runic Letter Isaz Is Iss I            | U+16C1 | &#5825; &#x16C1; | Runic | Letters               |            | is / íss                           |
| ᛂ    | Runic Letter E                        | U+16C2 | &#5826; &#x16C2; | Runic | Letters               |            | stungen is / íss                   |
| ᛃ    | Runic Letter Jeran J                  | U+16C3 | &#5827; &#x16C3; | Runic | Letters               |            |                                    |
| ᛄ    | Runic Letter Ger                      | U+16C4 | &#5828; &#x16C4; | Runic | Letters               |            |                                    |
| ᛅ    | Runic Letter Long-Branch-Ar Ae        | U+16C5 | &#5829; &#x16C5; | Runic | Letters               |            | långkvist år / ár                  |
| ᛆ    | Runic Letter Short-Twig-Ar A          | U+16C6 | &#5830; &#x16C6; | Runic | Letters               |            | kortkvist år / ár                  |
| ᛇ    | Runic Letter Iwaz Eoh                 | U+16C7 | &#5831; &#x16C7; | Runic | Letters               |            |                                    |
| ᛈ    | Runic Letter Pertho Peorth P          | U+16C8 | &#5832; &#x16C8; | Runic | Letters               |            |                                    |
| ᛉ    | Runic Letter Algiz Eolhx              | U+16C9 | &#5833; &#x16C9; | Runic | Letters               |            |                                    |
| ᛊ    | Runic Letter Sowilo S                 | U+16CA | &#5834; &#x16CA; | Runic | Letters               |            |                                    |
| ᛋ    | Runic Letter Sigel Long-Branch-Sol S  | U+16CB | &#5835; &#x16CB; | Runic | Letters               |            | långkvist sol / sól (knäböjd sol)  |
| ᛌ    | Runic Letter Short-Twig-Sol S         | U+16CC | &#5836; &#x16CC; | Runic | Letters               |            | kortkvist sol / sól (hängande sol) |
| ᛍ    | Runic Letter C                        | U+16CD | &#5837; &#x16CD; | Runic | Letters               |            | hängande sol                       |
| ᛎ    | Runic Letter Z                        | U+16CE | &#5838; &#x16CE; | Runic | Letters               |            | lensol / linsól                    |
| ᛏ    | Runic Letter Tiwaz Tir Tyr T          | U+16CF | &#5839; &#x16CF; | Runic | Letters               |            | långkvist Tyr                      |
| ᛐ    | Runic Letter Short-Twig-Tyr T         | U+16D0 | &#5840; &#x16D0; | Runic | Letters               |            | kortkvist Tyr                      |
| ᛑ    | Runic Letter D                        | U+16D1 | &#5841; &#x16D1; | Runic | Letters               |            | stungen Tyr                        |
| ᛒ    | Runic Letter Berkanan Beorc Bjarkan B | U+16D2 | &#5842; &#x16D2; | Runic | Letters               |            | långkvist birkal / bjarkan         |
| ᛓ    | Runic Letter Short-Twig-Bjarkan B     | U+16D3 | &#5843; &#x16D3; | Runic | Letters               |            | kortkvist birkal / bjarkan         |
| ᛔ    | Runic Letter Dotted-P                 | U+16D4 | &#5844; &#x16D4; | Runic | Letters               |            | stungen birkal / bjarkan           |
| ᛕ    | Runic Letter Open-P                   | U+16D5 | &#5845; &#x16D5; | Runic | Letters               |            | öppen birkal / plaster (plastur)   |
| ᛖ    | Runic Letter Ehwaz Eh E               | U+16D6 | &#5846; &#x16D6; | Runic | Letters               |            |                                    |
| ᛗ    | Runic Letter Mannaz Man M             | U+16D7 | &#5847; &#x16D7; | Runic | Letters               |            |                                    |
| ᛘ    | Runic Letter Long-Branch-Madr M       | U+16D8 | &#5848; &#x16D8; | Runic | Letters               |            | långkvist mader / maðr             |
| ᛙ    | Runic Letter Short-Twig-Madr M        | U+16D9 | &#5849; &#x16D9; | Runic | Letters               |            | kortkvist mader / maðr             |
| ᛚ    | Runic Letter Laukaz Lagu Logr L       | U+16DA | &#5850; &#x16DA; | Runic | Letters               |            | lager / lögr                       |
| ᛛ    | Runic Letter Dotted-L                 | U+16DB | &#5851; &#x16DB; | Runic | Letters               |            | stungen lager / lögr               |
| ᛜ    | Runic Letter Ingwaz                   | U+16DC | &#5852; &#x16DC; | Runic | Letters               |            |                                    |
| ᛝ    | Runic Letter Ing                      | U+16DD | &#5853; &#x16DD; | Runic | Letters               |            |                                    |
| ᛞ    | Runic Letter Dagaz Daeg D             | U+16DE | &#5854; &#x16DE; | Runic | Letters               |            |                                    |
| ᛟ    | Runic Letter Othalan Ethel O          | U+16DF | &#5855; &#x16DF; | Runic | Letters               |            |                                    |
| ᛠ    | Runic Letter Ear                      | U+16E0 | &#5856; &#x16E0; | Runic | Letters               |            |                                    |
| ᛡ    | Runic Letter Ior                      | U+16E1 | &#5857; &#x16E1; | Runic | Letters               |            |                                    |
| ᛢ    | Runic Letter Cweorth                  | U+16E2 | &#5858; &#x16E2; | Runic | Letters               |            |                                    |
| ᛣ    | Runic Letter Calc                     | U+16E3 | &#5859; &#x16E3; | Runic | Letters               |            |                                    |
| ᛤ    | Runic Letter Cealc                    | U+16E4 | &#5860; &#x16E4; | Runic | Letters               |            |                                    |
| ᛥ    | Runic Letter Stan                     | U+16E5 | &#5861; &#x16E5; | Runic | Letters               |            |                                    |
| ᛦ    | Runic Letter Long-Branch-Yr           | U+16E6 | &#5862; &#x16E6; | Runic | Letters               |            | långkvist ör / ýr (stupmader)      |
| ᛧ    | Runic Letter Short-Twig-Yr            | U+16E7 | &#5863; &#x16E7; | Runic | Letters               |            | kortkvist ör / ýr                  |
| ᛨ    | Runic Letter Icelandic-Yr             | U+16E8 | &#5864; &#x16E8; | Runic | Letters               |            | tvibendr bogi (tvebändt båge)      |
| ᛩ    | Runic Letter Q                        | U+16E9 | &#5865; &#x16E9; | Runic | Letters               |            | qviðingur (kviding)                |
| ᛪ    | Runic Letter X                        | U+16EA | &#5866; &#x16EA; | Runic | Letters               |            | hårdsol                            |
| ᛫    | Runic Single Punctuation              | U+16EB | &#5867; &#x16EB; | Runic | Punctuation           |            | skiljetecken                       |
| ᛬    | Runic Multiple Punctuation            | U+16EC | &#5868; &#x16EC; | Runic | Punctuation           |            | skiljetecken                       |
| ᛭    | Runic Cross Punctuation               | U+16ED | &#5869; &#x16ED; | Runic | Punctuation           |            | skiljetecken                       |
| ᛮ    | Runic Arlaug Symbol                   | U+16EE | &#5870; &#x16EE; | Runic | Golden number runes   |            | gyllental 17: arlaug (årlager)     |
| ᛯ    | Runic Tvimadur Symbol                 | U+16EF | &#5871; &#x16EF; | Runic | Golden number runes   |            | gyllental 18: tvimadr (tvemader)   |
| ᛰ    | Runic Belgthor Symbol                 | U+16F0 | &#5872; &#x16F0; | Runic | Golden number runes   |            | gyllental 19: belgthorn (bälgtors) |
| ᛱ    | Runic Letter K                        | U+16F1 | &#5873; &#x16F1; | Runic | Tolkienian extensions |            | ”tolkienistisk” pseudoruna         |
| ᛲ    | Runic Letter Sh                       | U+16F2 | &#5874; &#x16F2; | Runic | Tolkienian extensions |            | ”tolkienistisk” pseudoruna         |
| ᛳ    | Runic Letter Oo                       | U+16F3 | &#5875; &#x16F3; | Runic | Tolkienian extensions |            | ”tolkienistisk” pseudoruna         |
| ᛴ    | Runic Letter Franks Casket Os         | U+16F4 | &#5876; &#x16F4; | Runic | Cryptogrammic letters |            | Franks Casket kryptogramruna       |
| ᛵ    | Runic Letter Franks Casket Is         | U+16F5 | &#5877; &#x16F5; | Runic | Cryptogrammic letters |            | Franks Casket kryptogramruna       |
| ᛶ    | Runic Letter Franks Casket Eh         | U+16F6 | &#5878; &#x16F6; | Runic | Cryptogrammic letters |            | Franks Casket kryptogramruna       |
| ᛷ    | Runic Letter Franks Casket Ac         | U+16F7 | &#5879; &#x16F7; | Runic | Cryptogrammic letters |            | Franks Casket kryptogramruna       |
| ᛸ    | Runic Letter Franks Casket Aesc       | U+16F8 | &#5880; &#x16F8; | Runic | Cryptogrammic letters |            | Franks Casket kryptogramruna       |